# Heterochroma celestina
Heterochroma celestina är en fjärilsart som beskrevs av William Schaus 1921. Heterochroma celestina ingår i släktet Heterochroma och familjen nattflyn. Inga underarter finns listade i Catalogue of Life.